# Talsperre Marateca
Die Talsperre Marateca (portugiesisch Barragem da Marateca bzw. Barragem da Santa Águeda) liegt in der Region Mitte Portugals im Distrikt Castelo Branco. Sie staut den Ocreza, einen rechten (nördlichen) Nebenfluss des Tejo zu einem Stausee (port. Albufeira da Barragem da Santa Águeda) auf. Die Gemeinde Lardosa befindet sich ungefähr zwei Kilometer nordöstlich der Talsperre.
Mit dem Projekt zur Errichtung der Talsperre wurde im Jahre 1982 begonnen. Der Bau wurde 1991 fertiggestellt. Die Talsperre dient neben der Trinkwasserversorgung auch der Bewässerung. Sie ist im Besitz von INAG und der Stadtverwaltung von  Castelo Branco, der „Câmara Municipal de Castelo Branco“.

## Absperrbauwerk
Das Absperrbauwerk ist ein Staudamm mit einer Höhe von 25 m über der Gründungssohle (24 m über dem Flussbett). Die Dammkrone liegt auf einer Höhe von 387,9 m über dem Meeresspiegel. Die Länge der Dammkrone beträgt 1.054 m und ihre Breite 7,6 m. Das Volumen des Staudamms umfasst 435.000 m³.
Der Staudamm verfügt sowohl über einen Grundablass als auch über eine Hochwasserentlastung. Über den Grundablass können maximal 15,25 m³/s abgeleitet werden, über die Hochwasserentlastung maximal 60 m³/s. Das Bemessungshochwasser liegt bei 422 m³/s; die Wahrscheinlichkeit für das Auftreten dieses Ereignisses wurde mit einmal in 1.000 Jahren bestimmt.

## Stausee
Beim normalen Stauziel von 385 m (maximal 385,5 m bei Hochwasser) erstreckt sich der Stausee über eine Fläche von rund 6,34 km² und fasst 37,2 Mio. m³ Wasser – davon können 32,7 Mio. m³ genutzt werden. Das minimale Stauziel liegt bei 375,5 m.